# Herman Robbers

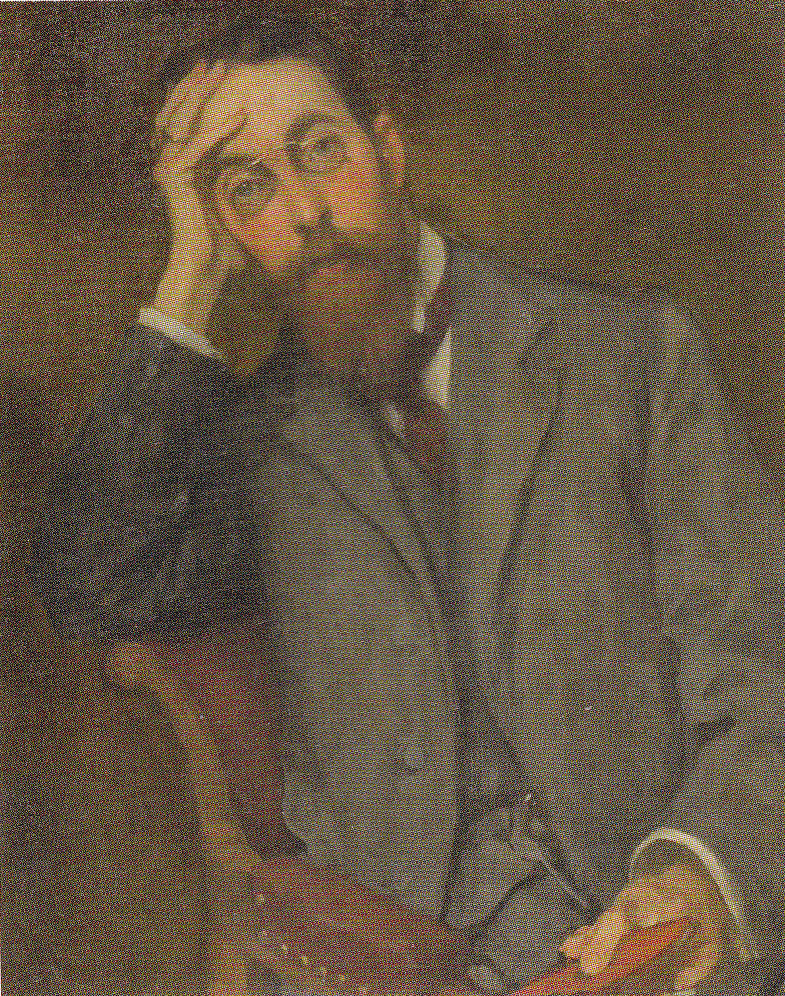
Herman Robbers; schilderij van Jacobus van Looy.

Herman Johan Robbers (Rotterdam, 4 september 1868 – Amsterdam, 15 september 1937) was een Nederlands romanschrijver, dichter en tijdschriftredacteur. Op 18 juli 1893 huwde hij te Amsterdam met Wilhelmina Henriëtte Liernur (Amsterdam, 12 augustus 1868 - Amsterdam 11 november 1939)

## Leven en werk
Hij schreef in de schoolkrant van het Rotterdamse Gymnasium Erasmianum. In 1895 werd zijn eerste verhalenbundel uitgebracht door zijn vader, die eerst importeur van boeken, daarna uitgever was. Herman Robbers werkte tot 1905 in het boekenvak. In dat jaar was hij een van de oprichters van de Vereeniging van Letterkundigen. In hetzelfde jaar nam hij de redactie op zich van Elsevier's Geïllustreerd Maandschrift, een functie die hij tot zijn dood bekleedde, en waarin hij een stimulans en toeverlaat bleek voor tal van beginnende letterkundigen. Van 1927 tot 1931 was Robbers directielid van de N.V. Elseviers Uitgevers Maatschappij, waarvan zijn vader, de uitgever Jacobus George Robbers, de belangrijkste oprichter was.
Na Robbers' debuutbundel, die onder het pseudoniem "Phocius" was verschenen, volgde een reeks romans die worden ingedeeld bij het realisme. Hoewel hij aanvankelijk de Tachtigers bewonderde, is hun invloed beperkt. Zijn werk draagt geen boodschap uit, maar ademt de opvatting dat verschillen in opleiding, inkomen en aanzien ondergeschikt zijn aan algemeen menselijke overeenkomsten en individuele verschillen in karakter.
De bruidstijd van Annie de Boogh (1901) is het verhaal van een meisje dat tijdens haar verloving ontdekt dat ze verliefd is op de broer van haar aanstaande; het boek werd een groot succes. In Robbers' belangrijkste werk, de tweedelige Roman van een gezin (1909 en 1910) beschrijft hij in zorgvuldig uitgewerkte karakters de psychologische ontwikkeling van de individuele leden van een gezin, tegen de achtergrond van de sociale spanningen aan het begin van de Twintigste Eeuw.
Als naturalist voelde Robbers weinig voor woordkunst, die hij algauw gemaakt vond. Hij deelde de mening van Marcellus Emants die 'lezend liever niets van de woorden merkte' en vond verder dat een schrijver moest schrijven over de tijd en het milieu waarmee hij of zij vertrouwd was. In De Gids, waarin hij eigentijdse literatuur recenseerde, bekritiseerde hij de in zijn ogen vergezochtheid van enkele in oude tijden en exotische oorden gesitueerde romans en verhalen van Louis Couperus. Robbers schreef dat Couperus' roman De Ode en zijn artikel over Querido niets waren dan opgewonden koudheid. Dit ontlokte Couperus een open brief (gepubliceerd in juni 1919) waarin hij schreef dat Robbers' kritiek hem pijn deed en dat zijn werk ook niet geniaal was, omdat Robbers niet hoog genoeg durfde te grijpen en alleen het bekende kringetje beschreef. Robbers repliceerde met de uitspraak van Van Looy: Het banale niet is van de dingen, maar van den geest. Dit geeft de visie van Robbers goed weer.
Gerard van Eckeren relativeerde toen al: Er is kort geleden in 't rustig vijvertje onzer litteratuur een oogenblikje beroering geweest; het blakke oppervlak werd even verstoord. Louis Couperus en Herman Robbers zijn elk in hun eigen tijdschrift-bootje op elkaar aangepagaaid en hebben elkaar toen met de riemen in de haren gezeten. 't Was gauw gedaan; de liefhebbers van een relletje hadden amper tijd naar den kant toe te loopen, en 't vijvertje, stel u gerust, ligt nu al lang weer netjes glad uit, zonder rimpel of kreuk.
Vanaf de jaren dertig raakte Robbers in vergetelheid. In 2016 is 'De roman van een gezin' na meer dan honderd jaar opnieuw in druk verschenen.
Robbers schreef ook enkele gedichten, en vertaalde Edgar Allan Poe's The Raven.

## Werken (selectie)

### Verhalen
- Een kalverliefde; De verloren zoon; De vreemde plant (1895)
- Van stilte en stemming (1905)

### Romans
- De roman van Bernard Bandt (1897)
- De bruidstijd van Annie de Boogh (1901)
- De Roman van een gezin:
  - De gelukkige familie (1909)
  - Eén voor Eén (1910)
- Hélène Servaes (1914)
- Een mannenleven:
  - Sint-Elmsvuur (1919)
  - Op hooge golven (1924)
  - De thuisreis (1927)
- Redding (1933)

### Literair-kritisch
- Het ontstaan van een roman (1922)
- De Nederlandsche literatuur na 1880 (1922)
- Literaire smaak (1924)